# Sanremo-Festival 1996
Die 46. Ausgabe des Festival della Canzone Italiana di Sanremo fand 1996 vom 20. bis zum 24. Februar im Teatro Ariston in Sanremo statt und wurde von Pippo Baudo mit Valeria Mazza und Sabrina Ferilli moderiert.

## Ablauf

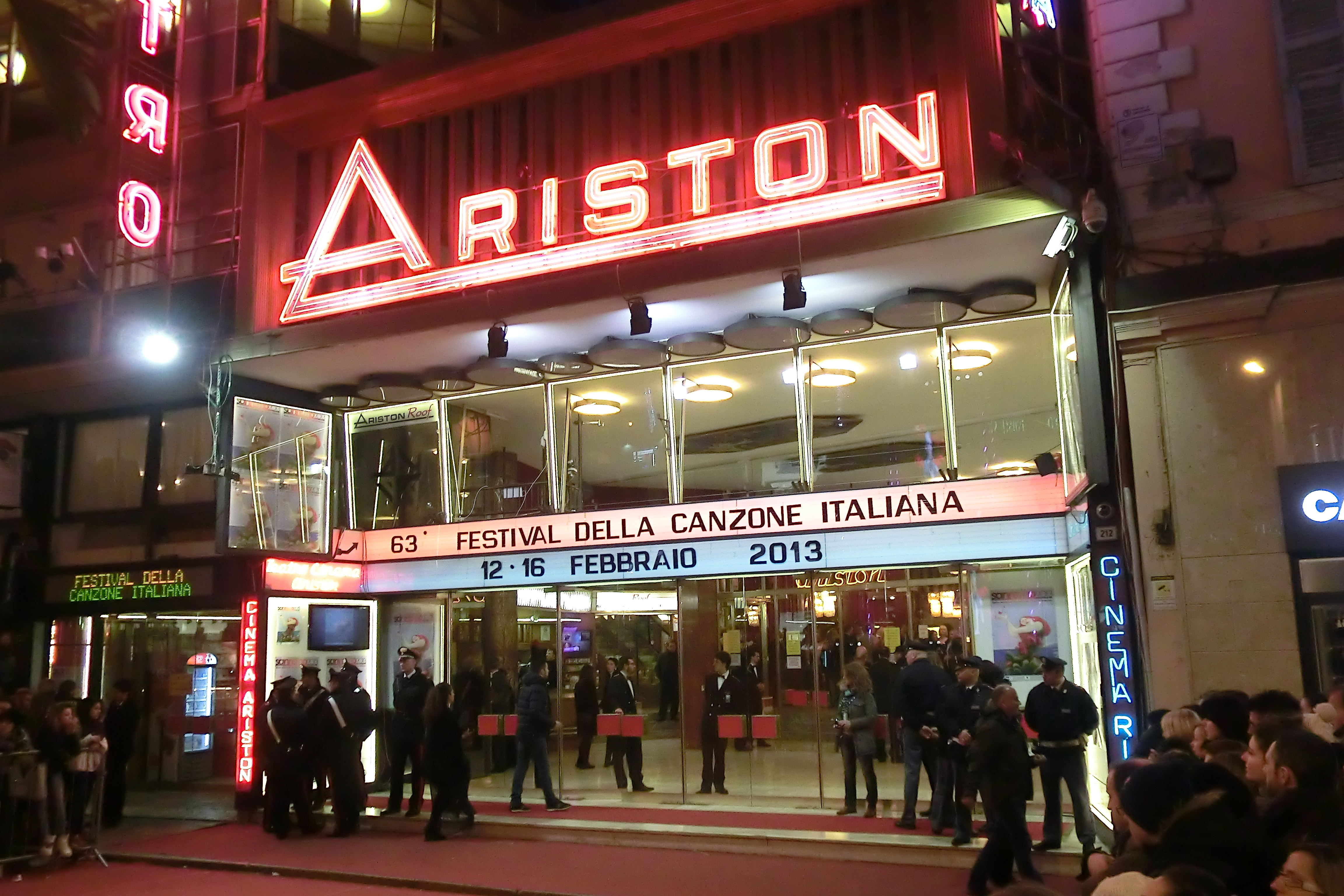
Das Ariston-Theater, Veranstaltungsort des Sanremo-Festivals

1996 gab man erneut sieben Finalisten aus der Newcomer-Kategorie des Vorjahres die Möglichkeit, in der Hauptkategorie teilzunehmen, wobei sich nur vier von ihnen für das Finale qualifizierten, neben den 16 regulären Teilnehmern (zu denen auch die Gruppe Neri per Caso als Newcomer-Sieger 1995 gehörte). Die Newcomer-Kategorie 1996 wurde hingegen von 16 aus 14 Teilnehmer reduziert, dafür fielen dort die Ausscheidungen weg. Pippo Baudo, der wieder die Rollen von Moderator und künstlerischem Leiter in sich vereinte, holte sich diesmal Valeria Mazza und Sabrina Ferilli als Komoderatorinnen dazu.
Das Teilnehmerfeld setzte sich aus ehemaligen Siegern (Riccardo Fogli, Luca Barbarossa, Aleandro Baldi, Amedeo Minghi, Giorgia und Enrico Ruggeri), etablierten Stars (Ron und Umberto Bindi) und Protagonisten der jüngeren Jahre (Spagna, Paola Turci, Michele Zarrillo und Paolo Vallesi) zusammen. Ursprünglich war auch die Teilnahme Ornella Vanonis vorgesehen, sie wurde jedoch zugunsten von Enrico Ruggeri disqualifiziert, da ihr Beitrag sich als Plagiat im Sinne der Festivalregeln herausstellte. Al Bano kehrte erstmals als Solist zurück, nach der Trennung von Romina Power (mit der zusammen er 1984 gewonnen hatte). Ihr Debüt beim Festival feierte die satirische Band Elio e le Storie Tese. Baudo hatte auch wieder eine Vielzahl internationaler Stargäste eingeladen: Bruce Springsteen, Cher, Blur, Tina Turner, East 17, Céline Dion, Vanessa-Mae, Simply Red, Take That, Kelly Family, Bon Jovi, Michael Bolton, The Cranberries oder Alanis Morissette.
Unter den Newcomern machte Carmen Consoli auf sich aufmerksam, den Kritikerpreis konnte sich Marina Rei mit Al di là di questi anni sichern. Es gewann schließlich Syria mit Non ci sto. In der Hauptkategorie wurde Al Bano mit È la mia vita vom Saalpublikum gefeiert, er landete jedoch nur auf dem siebten Platz. Mit einem knappen Vorsprung konnte sich am Ende Ron (zusammen mit Tosca) mit Vorrei incontrarti fra cent’anni vor Elio e le Storie Tese (La terra dei cachi) und Giorgia (Strano il mio destino) durchsetzen; der Kritikerpreis ging an Elio e le Storie Tese. Im Nachhinein kam es zu Ermittlungen durch die Carabinieri wegen Unregelmäßigkeiten bei der Stimmenauszählung, welche zwar kein Fehlverhalten vonseiten der Rai feststellen konnten, aber erhebliche Zweifel an der Korrektheit des Endergebnisses ließen.

## Teilnehmende Beiträge

### Campioni
- Sieger
- In der Vorrunde ausgeschieden

| Platzierung       | Interpret                         | Lied                                                                               | Autoren                                                      | Stimmen |
| ----------------- | --------------------------------- | ---------------------------------------------------------------------------------- | ------------------------------------------------------------ | ------- |
| 1                 | Ron (mit Tosca)                   | Vorrei incontrarti fra cent’anni                                                   | Ron                                                          | 18.591  |
| 2                 | Elio e le Storie Tese             | La terra dei cachi                                                                 | Cesareo, Elio, Rocco Tanica, Faso                            | 18.080  |
| 3                 | Giorgia                           | Strano il mio destino                                                              | Giorgia, Maurizio Fabrizio                                   | 17.881  |
| 4                 | Ivana Spagna                      | E io penso a te                                                                    | Ivana Spagna, Giorgio Spagna                                 | 17.681  |
| 5                 | Neri per Caso                     | Mai più sola                                                                       | Claudio Mattone                                              | 16.949  |
| 6                 | Massimo Di Cataldo                | Se adesso te ne vai                                                                | Massimo Di Cataldo, Laurex                                   | 16.561  |
| 7                 | Al Bano                           | È la mia vita                                                                      | Pino Marino, Maurizio Fabrizio                               | 16.305  |
| 8                 | Aleandro Baldi und Marco Guerzoni | Soli al bar                                                                        | Francesco Palmieri, Giancarlo Bigazzi, Aleandro Baldi        | 16.139  |
| 9                 | Amedeo Minghi                     | Cantare è d’amore                                                                  | Amedeo Minghi, Pasquale Panella                              | 15.990  |
| 10                | Paola Turci                       | Volo così                                                                          | Paola Turci, Roberto Casini                                  | 15.854  |
| 11                | Michele Zarrillo                  | L’elefante e la farfalla                                                           | Vincenzo Incenzo, Michele Zarrillo                           | 15.748  |
| 12                | Luca Barbarossa                   | Il ragazzo con la chitarra                                                         | Luca Barbarossa                                              | 15.720  |
| 13                | Federico Salvatore                | Sulla porta                                                                        | Federico Salvatore, Giancarlo Bigazzi, Beppe Dati            | 15.639  |
| 14                | Rossella Marcone                  | Una vita migliore                                                                  | Pietro Cremonesi, Federico Cavalli, Angelo Valsiglio         | 14.669  |
| 15                | Enrico Ruggeri                    | L’amore è un attimo                                                                | Luigi Schiavone, Enrico Ruggeri                              | 14.503  |
| 16                | Raffaella Cavalli                 | Sarò                                                                               | Depsa, Fio Zanotti, Angelo Valsiglio                         | 14.236  |
| 17                | Gigi Finizio                      | Solo lei                                                                           | Gigi Finizio, Antonio Annona                                 | 13.859  |
| 18                | Paolo Vallesi                     | Non andare via                                                                     | Beppe Dati, Paolo Vallesi                                    | 13.237  |
| 19                | Riccardo Fogli                    | Romanzo                                                                            | Guido Morra, Maurizio Fabrizio                               | 11.696  |
| 20                | New Trolls und Umberto Bindi      | Letti                                                                              | Umberto Bindi, Renato Zero                                   | 10.899  |
|                   | Dhamm                             | Ama                                                                                | Dario Benedetti, Alessio Ventura, Mauro Munzi, Massimo Conti |         |
| Mara              | Non è amore                       | David Poggiolini, Mike Francis                                                     |                                                              |         |
| Fedele Boccassini | Non scherzare dai                 | Luca Angelosanti, Fio Zanotti, Memo Remigi, Fedele Boccassini, Francesco Morettini |                                                              |         |

### Nuove proposte
- Sieger

| Platzierung | Interpret         | Lied                    | Autoren                                                                                        | Stimmen |
| ----------- | ----------------- | ----------------------- | ---------------------------------------------------------------------------------------------- | ------- |
| 1           | Syria             | Non ci sto              | Claudio Mattone                                                                                | 17.649  |
| 2           | Adriana Ruocco    | Sarò bellissima         | Franco Migliacci, Stefano Cenci, Enrico Fratini, Leonardo Silvi                                | 17.321  |
| 3           | Marina Rei        | Al di là di questi anni | Frank Minoia, Marina Rei                                                                       | 17.177  |
| 4           | O.R.O.            | Quando ti senti sola    | Angelo Manfredi, Mario Manzani                                                                 | 16.534  |
| 5           | Silvia Salemi     | Quando il cuore         | Giampiero Artegiani                                                                            | 16.441  |
| 6           | Jalisse           | Liberami                | Carmen Di Domenico, Jalisse                                                                    | 15.329  |
| 7           | Olivia            | Sottovoce               | Franca Evangelisti, Stefano Borzi, Sandro Mattoccia                                            | 15.321  |
| 8           | Carmen Consoli    | Amore di plastica       | Carmen Consoli, Mario Venuti                                                                   | 15.053  |
| 9           | Petra Magoni      | E ci sei                | Marco D’Angelo, Marco Rinalduzzi, Massimo Calabrese, Mariagrazia Zenima Granieri, Petra Magoni | 14.961  |
| 10          | Camilla           | Zerotretresette         | Paolo Martella, Camilla, Michele Violante, Kynsha                                              | 14.949  |
| 11          | Alessandro Errico | Il grido del silenzio   | Alessandro Errico                                                                              | 14.525  |
| 12          | Leandro Barsotti  | Lasciarsi amare         | Leandro Barsotti                                                                               | 13.859  |
| 13          | Alessandro Mara   | Ci sarò                 | Alessandro Mara                                                                                | 13.844  |
| 14          | Maurizio Lauzi    | Un po’ di tempo         | Maurizio Lauzi                                                                                 | 11.892  |

## Erfolge
Die beiden bestplatzierten Beiträge der Hauptkategorie erreichten im Anschluss auch die Singlecharts, wobei Elio e le Storie Tese besonders erfolgreich war.

| Jahr                                         | Titel Interpret                              | Höchstplatzierung, Gesamtwochen, AuszeichnungChartsChartplatzierungen (Jahr, Titel, Interpret, Platzierungen, Wochen, Auszeichnungen, Anmerkungen) | Anmerkungen |
| Jahr                                         | Titel Interpret                              | IT | Anmerkungen |
| -------------------------------------------- | -------------------------------------------- | --- | ----------- |
| 1996                                         | La terra dei cachi Elio e le Storie Tese     | IT1 (8 Wo.)IT | Platz 2     |
| 1996                                         | Vorrei incontrarti fra cent’anni Ron & Tosca | IT18 (2 Wo.)IT | Platz 1     |
| Weitere Charterfolge aus dem Festivalumfeld: |                                              | |             |
|                                              |                                              | |             |
| 1996                                         | How Deep Is Your Love Take That              | IT2 (10 Wo.)IT | Gastbeitrag |
| 1996                                         | Whatever You Want Tina Turner                | IT5 (9 Wo.)IT | Gastbeitrag |
| 1996                                         | Falling into You Céline Dion                 | IT19 (3 Wo.)IT | Gastbeitrag |

## Belege
1. ↑  Eddy Anselmi: Il Festival di Sanremo: 70 anni di storie, canzoni, cantanti e serate. DeAgostini, Mailand 2020, ISBN 978-88-511-7661-7, S. 373.
2. ↑  Eddy Anselmi: Il Festival di Sanremo: 70 anni di storie, canzoni, cantanti e serate. DeAgostini, Mailand 2020, ISBN 978-88-511-7661-7, S. 377.
3. ↑  Guido Racca: M&D Borsa Singoli 1960-2019. Selbstverlag, 2019, ISBN 978-1-09-326490-6.